# 機動新世紀GUNDAM X UNDER THE MOONLIGHT
《機動新世紀GUNDAM X ～UNDER THE MOONLIGHT～》是《機動新世紀GUNDAM X》的續編漫畫，於角川書店發售的漫畫雜誌《GUNDAM ACE》連載。
至今為止完全沒有派生作品的動畫《機動新世紀GUNDAM X》的外傳故事。故事舞台為《GUNDAM X》的9年後，即A.W.0024年。略稱「U·T·M」。為原創故事，非與TV正篇有直接關係的續篇。
有關機械設計，除了本作品原創以外亦有在TV正篇裡的機體登場，不過機體設定由柳瀬敬之、石垣純哉兩名對不同部分作若干修正。再者TV登場的人物基於來自Sunrise的意向，在作品中沒有登場。
本來是以總共6話的短編連載作品。因為過去沒有以《GUNDAM X》的故事背景的衍生作品，所以十分受歡迎。於2006年11月連載完畢。

## 外部連結
- 機動新世紀Gundam X ~UNDER THE MOONLIGHT~